# Sdílený tajný klíč
Sdílený tajný klíč je v kryptografii část dat, která je známá pouze mezi zúčastněnými stranami bezpečné komunikace. Sdílený tajný klíč může být heslo, heslová fráze, velké číslo nebo řada náhodných čísel (bajtů).
Sdílený tajný klíč je buď sdílený předem mezi komunikujícími stranami. V takovém případě může být nazýván předem sdíleným klíčem. Nebo je vytvořen na začátku komunikace pomocí key-agreement protokolu. Například za použití veřejného klíče jako je Diffie-Hellmanova výměna klíčů nebo pomocí symetrického klíče jako je protokol Kerberos.
Sdílený tajný klíč může být použit pro autentizaci (např. při přihlašování do vzdáleného systému) s použitím metod, jako je například otázka-odpověď nebo může být předán funkcí odvozeného klíče k vytvoření jednoho nebo více klíčů pro šifrování nebo zprávu autentizačního kódu.
K vytvoření jedinečného session klíče obvykle sdílený tajný klíč zkombinujeme s inicializačním vektorem (IV). Příkladem je odvozený unikátní klíč z transakční metody.
Je také často používán jako autentizační opatření v rozhraní pro programování aplikací (API).